# Ecología matemática
La ecología es la rama que estudia las relaciones que hay entre los seres vivos con su entorno.
La ecología matemática se dedica a la aplicación de los teoremas y métodos matemáticos a los problemas de la relación de los seres vivos con su medio y es, por tanto, una rama de la biología.
Esta disciplina provee de la base formal para la enunciación de gran parte de la ecología teórica.
El mayor desarrollo de esta rama de la ecología se ha producido en relación con la Ecología de poblaciones.
Los modelos clásicos en ecología son depredador-presa y competencia interespecífica (Lotka-Volterra) y el crecimiento logístico de las poblaciones de seres vivos en un medio con recursos limitados (Verhulst). El modelo exponencial de la curva logística, usado en demografía, es muy popular.
Estos modelos corresponden a las llamadas Dinámicas poblacionales.
Posteriormente, el uso de las matemáticas se extendió a muchas de las restantes ramas de la ecología, como la Ecología de Comunidades
(con la formalización del concepto de Nicho ecológico, y la enunciación del concepto de Similitud limitante por Robert MacArthur y otros), 
Biogeografía (Biogeografía de Islas, por MacArthur y E. O. Wilson), el uso de la teoría de juegos en la ecología del comportamiento, etc.
Muchas áreas de la ecología, como son o la limnología, no están suficientemente formalizadas o aún no ha sido posible formalizarlas, como para entrar dentro de la disciplina de la ecología matemática y se consideran un cuerpo de conocimientos discursivos contrastados empíricamente mediante el uso de la estadística.

## Métodos matemáticos
Los métodos usados son los mismos que en otras ramas de la ciencia que tomen herramientas de las matemáticas.
En general un modelo de sistemas biológicos es convertido en un sistema de ecuaciones.
La solución de las ecuaciones, tanto por medios analíticos como numéricos, describen como el sistema biológico se comporta a lo largo del tiempo o en el equilibrio.
Existen muchos tipos de ecuaciones y el tipo de comportamiento es dependiente tanto del modelo en sí como del tipo de ecuaciones usadas.
Algunos ejemplos son:
- Procesos determinísticos: Partiendo de una condición inicial y moviéndose hacia adelante en el tiempo, el sistema siempre genera la misma trayectoria y dos de éstas no se cruzan nunca.
  - Ecuaciones diferenciales ordinarias (Tiempo continuo. Sin derivativas espaciales). Modelos clásicos de crecimiento poblacional y de Lotka y Volterra.
  - Ecuaciones diferenciales parciales (Tiempo continuo con derivativas espaciales). Modelos de dispersión, y redistribución de poblaciones, modelos espacialmente explícitos de reacción-difusión.
  - Mapas (Tiempo discreto). Mapa logístico, Modelo de Nicholson-Bailey (estos modelos se utilizan mucho en ecología de insectos, y en general animales y plantas con generaciones que no se superponen entre sí).

- Procesos estocásticos (sistemas dinámicos aleatorios) El estado final se describe como una variable aleatoria con su correspondiente distribución de probabilidades.
  - Procesos no Markovianos (Tiempo continuo).
  - Procesos y/o Continuos de Markov.

## Características
Los modelos en la ecología suelen contener funciones de tipo exponencial, y son muy propensos a comportarse en forma caótica, aún en el caso de sistemas muy simples como el mapa logístico.

## Modelos espaciales
Utilizando las herramientas descritas arriba, junto con la simulación por medio de computadoras, desde fines de la década de 1980, los modelos espaciales han tenido una gran expansión. Los que apuntan a simular un sistema concreto, como por ejemplo una plaga en un área o una plantación, son llamados modelos de simulación.
Si el espacio está representado en forma de un mapa, o una grilla, son llamados modelos espacialmente explícitos.

## Otros modelos
Una teoría macroecológica muy compleja recientemente enunciada es la Teoría neutral unificada de la biogeografía y la biodiversidad, de Stephen P. Hubbell.

## Ecólogos matemáticos o investigadores que hicieron grandes aportes a esta disciplina

### Los fundadores
- Raymond Pearl
- Alfred James Lotka
- Vito Volterra

### La segunda generación
- Alexander John Nicholson
- Georgii Frantsevich Gause
- George Evelyn Hutchinson
- Robert Helmer MacArthur

### Actuales
- Robert M. May.
- Ilka Hanski.
- Peter Turchin.
- Stephen P. Hubbell.
- Josef Hofbauer